# Enílton
Enílton est un footballeur brésilien né le 11 octobre 1977.